# Rubus imitans
Rubus imitans är en rosväxtart som beskrevs av Heinrich E. Weber. Rubus imitans ingår i släktet rubusar, och familjen rosväxter. Inga underarter finns listade i Catalogue of Life.